# جيم راسيل
جيم راسيل هو لاعب هوكي الجليد كندي، ولد في 31 مارس 1918 في هاميلتون في كندا، وتوفي في 3 سبتمبر 1977.

## وصلات خارجية
- جيم راسيل على موقع HockeyDB.com (الإنجليزية)